# La Gobierna

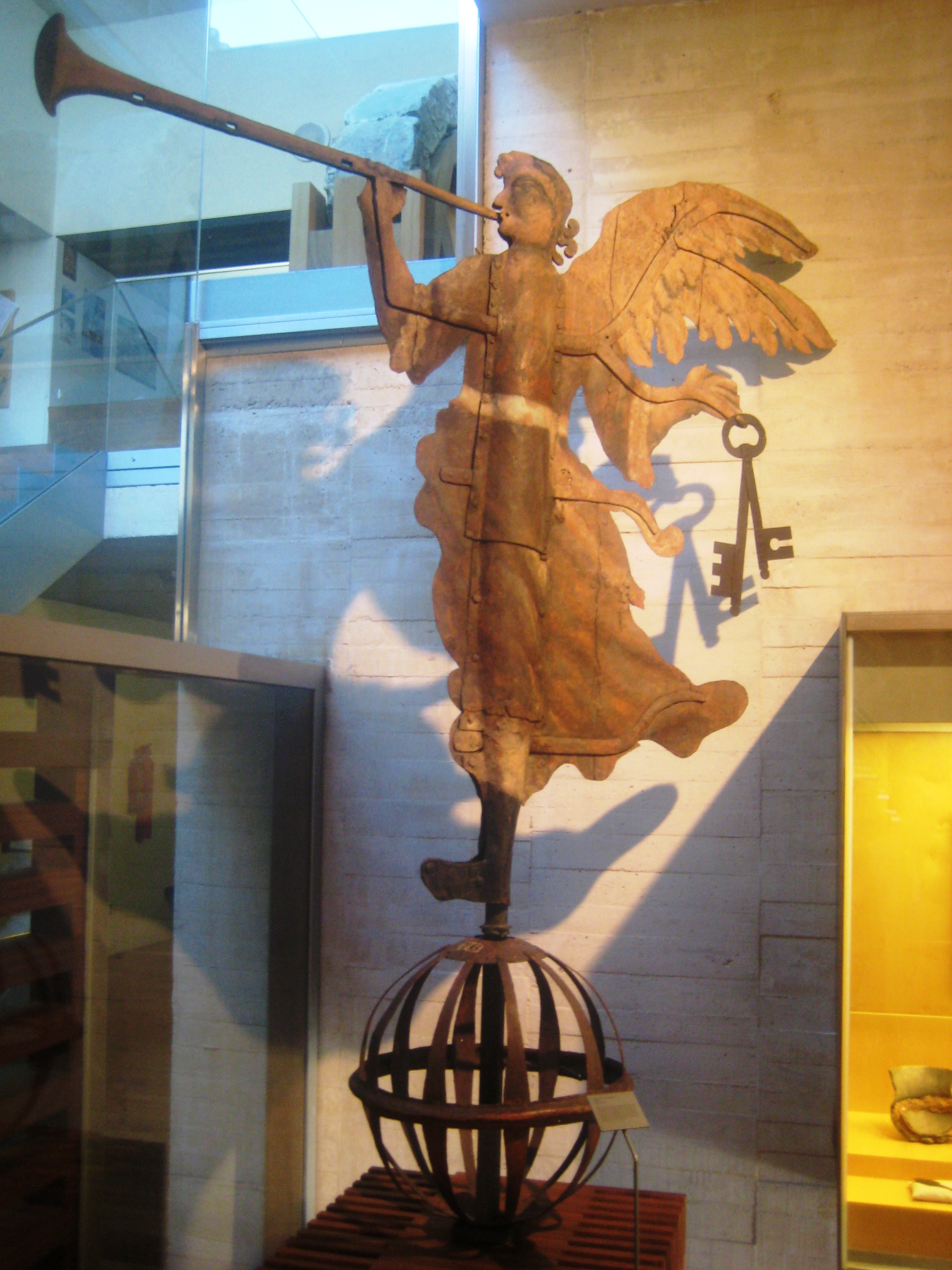
"La Gobierna" en el Museo Provincial de Zamora.

La Gobierna es una veleta con denominación popular en la ciudad de Zamora, en España. En la actualidad desde el año 1905 se encuentra en el Museo Provincial de Zamora. 

## Historia
"La Gobierna" es epónima de la antigua torre que defendía la entrada sur al Puente de Piedra, la cual remató desde 1708 hasta que dicha torre fue demolida en 1905. La Gobierna es una de las veletas emblemáticas de la ciudad de Zamora. La veleta representa a la Fama con su trompeta como atributo en una mano, mientras que lleva las llaves de la ciudad en la otra. Una reinterpretación moderna de La Gobierna, realizada en 1992 por el escultor zamorano Antonio Pedrero, está situada en el centro del Puente de los Tres Árboles, frente a otra del Peromato obra del mismo autor.

## La Gobierna en la cultura popular
El refranero zamorano posee una referencia a la Gobierna:

Tres cosas tiene Zamora

que no las tiene Madrid:

Pero Mato y la Gobierna y el paseo de San Martín.